# Ordförråd
Ordförråd (vokabulär, lexikalisk) är de ord som finns i ett språk. En person kan ha ett aktivt ordförråd och ett passivt ordförråd. Rent allmänt brukar ett språks ord indelas i betydelseord respektive formord, men överlappningar av de två förekommer. Ett betydelseord har en striktare betydelsemängd och i allmänhet en lägre användningsfrekvens än ett formord. Karakteristiskt hör betydelseorden till de öppna ordklasserna, vilket betyder att de är substantiv, adjektiv eller verb. Formorden å andra sidan, tillhör de slutna ordklasserna, som exempelvis prepositioner, konjunktioner eller artiklar. De öppna ordklasserna fylls ständigt på med nya ord genom dels nybildning och dels genom inlån. Generellt kan man dock säga att de slutna ordklasserna är stabilare.
Förstaspråkstalarens förråd av centrala basord består av 8 000 till 10 000 vid skolstart. Det utökas därefter med 2 000 till 3 000 ord per årskurs.